# Zwarte waterspringstaart
De zwarte waterspringstaart (Podura aquatica) is een springstaartsoort uit de familie Poduridae.

## Beschrijving
De kleur van dit vleugelloze oerinsect varieert van bruin of roodbruin tot donkerblauw of zwart. De huid bestaat uit talrijke waterafstotende wratjes. De platte, lange springvork reikt tot de ventrale tubus onder het achterlijf. Indien het dier zich bedreigd voelt, wordt deze vork naar achteren geslagen, zodat het met een salto centimeters in de hoogte wordt geslingerd. De facetogen zijn samengesteld uit slechts acht afzonderlijke ogen of zijn bij heel wat soorten zelfs afwezig. Voor de normale voortbeweging gebruikt het dier drie paar poten. Deze springstaart is 1-1,5 mm groot.

## Leefwijze
Het voedsel bestaat uit kleine organische deeltjes en micro-organismen. Op kleine wateroppervlakten zijn ze vaak met honderdduizenden tegelijk te vinden, zodat het water niet meer te zien is. Bij de humusvorming spelen ze een belangrijke rol.

## Voortplanting
De eieren worden afgezet tussen planten in en rond het water. Ze kennen geen paring, wel onrechtstreekse zaadoverdracht via spermatoforen. Tijdens hun ontwikkeling (tot veertig vervellingen) maken ze geen gedaanteverwisseling door. Ze zien er als jong dus meteen uit als een volwassen dier.

## Verspreiding en leefgebied
Deze soort komt voor op het noordelijk halfrond op het oppervlak van sloten, vijvers, kanalen en veentjes.

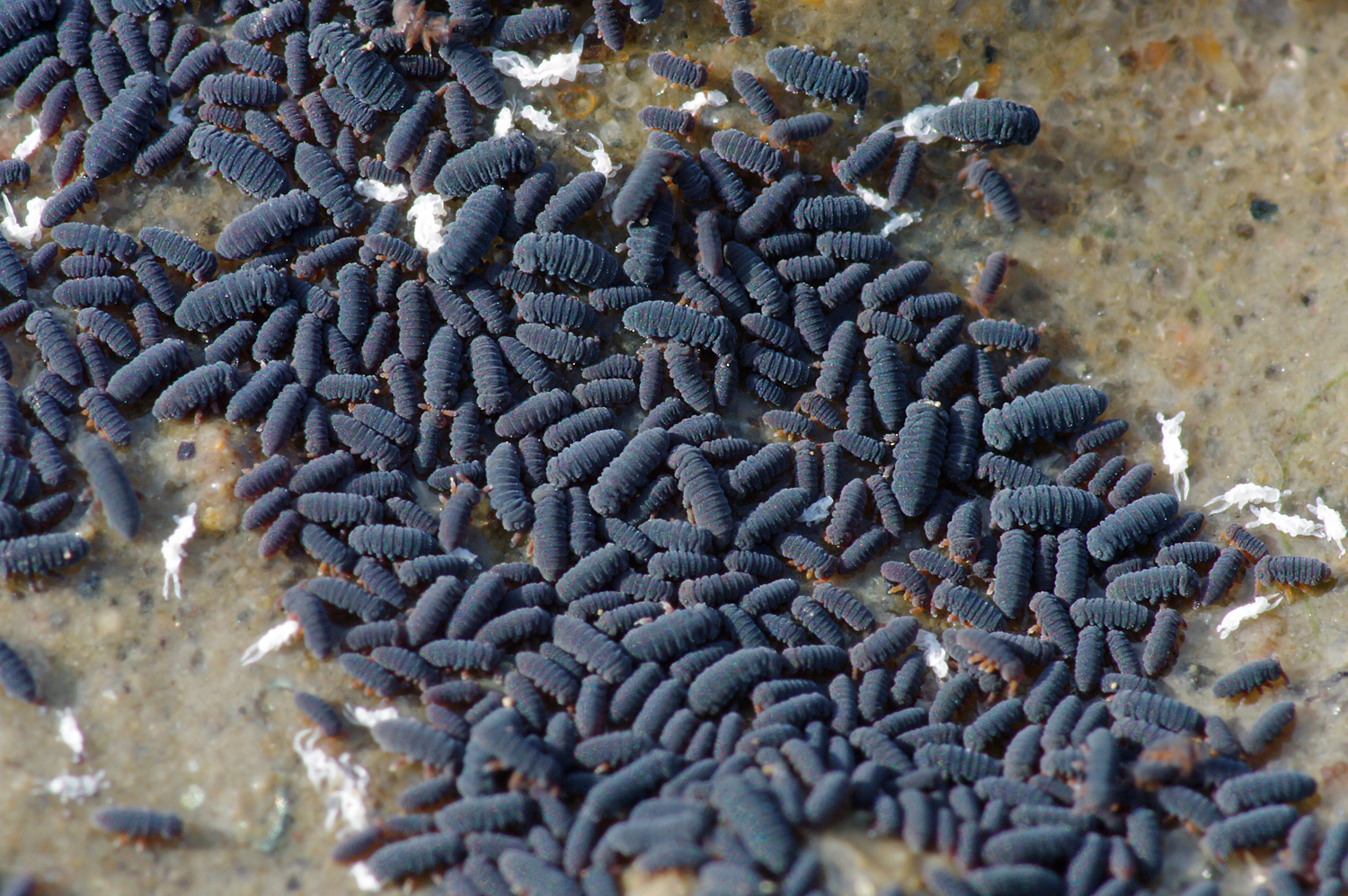